# Estació de Sabadell Nord
Sabadell Nord és un intercanviador modal de ferrocarril entre la línia Barcelona-Manresa-Lleida-Saragossa i la línia Barcelona-Vallès on hi tenen parada trens de la línia de rodalia R4, operat per Renfe Operadora, i els trens de la línia suburbana S2 de FGC. Està situat a la plaça d'Espanya de Sabadell, a la comarca del Vallès Occidental.
L'antic baixador en superfície de la línia de Manresa va entrar en funcionament l'any 1855, quan va entrar en servei el tram construït per la Companyia del Ferrocarril de Saragossa a Barcelona entre Estació de Montcada i Reixac - Manresa i Sabadell Nord. L'actual estació d'Adif es va inaugurar el 1973.
El 20 de juliol del 2017 es va inaugurar la nova estació de Sabadell Nord de FGC, que fa d'intercanviador amb l'estació de Rodalies, amb la posada en servei del perllongament del Metro del Vallès fins a Sabadell Parc del Nord.
L'estació d'Adif va registrar l'entrada de 1.301.000 passatgers l'any 2016.

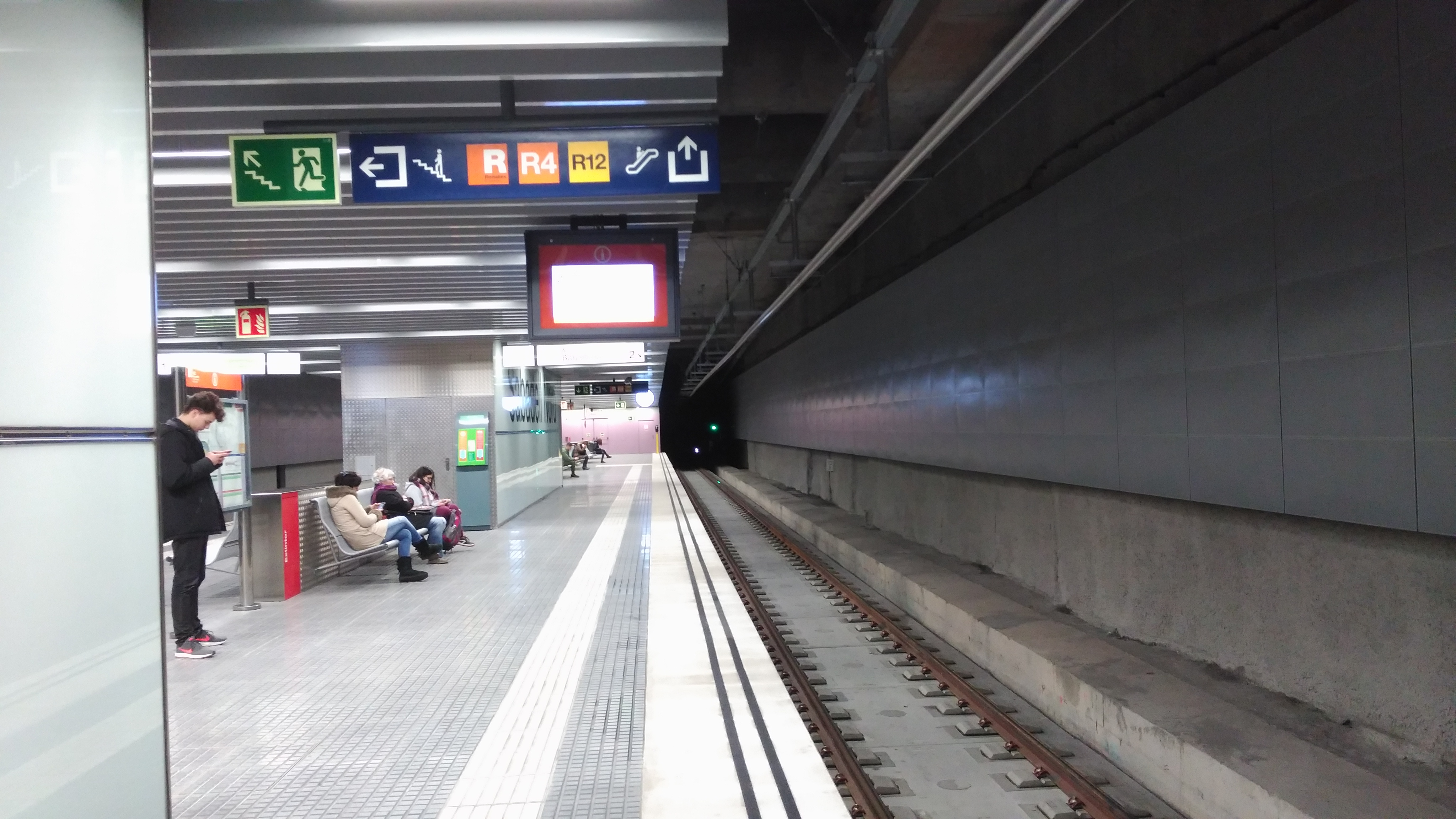
L'estació de la línia S2 d'FGC.

## Situació ferroviària
L'estació d'Adif es troba al punt quilomètric 340,7 de la línia d'ample ibèric Barcelona-Manresa-Lleida-Saragossa. El tram és de via doble electrificada amb andanes laterals.
Per part d'FGC, l'estació se situa al punt 12,9 de la línia Sant Cugat Centre-Sabadell (sense passar per la UAB). La via és doble i electrificada, però d'andana central.

## L'estació
L'estació actual d'Adif es va inaugurar el 1973, amb el soterrament de la línia a Sabadell, i és una de les tres estacions que té a la ciutat. Recentment, ha estat renovada a causa de les obres de perllongament de la línia d'FGC, amb la construcció d'un nou vestíbul al mig de la plaça d'Espanya, que permet l'intercanvi amb FGC, i la instal·lació d'ascensors per comunicar cada andana amb el nou vestíbul.
Per part d'FGC, és una de les cinc estacions que té a la ciutat, i va ser inaugurada el 20 de juliol del 2017.
Les instal·lacions disposen de tres nivells:
- El primer nivell és el vestíbul comú (cota 216  m), que té forma de sector circular de 75° i 50 m de radi. Disposa de les barreres tarifàries d'FGC i de Rodalies, i també les màquines expenedores, màquines de bitllets, una sala d'espera, un pàrquing de bicicletes i una cafeteria.[5]
- Al segon nivell, hi ha les vies d'Adif (cota 205  m). Les dues andanes laterals fan 250 metres de longitud, tot i que només s'utilitza un tram elevat de 160 metres.[2]
- Al tercer nivell, el més profund de tots, s'hi troben les vies d'FGC (cota 194  m) amb una andana central de 9 metres d'ample i 114,6 de longitud.[6]

## Serveis ferroviaris
| Procedència/Destinació                                  | <               | Línia         | >                      | Procedència/Destinació |
| ------------------------------------------------------- | --------------- | ------------- | ---------------------- | ---------------------- |
| Rodalia de Barcelona                                    |                 |               |                        |                        |
| Sant Vicenç de Calders Vilafranca del Penedès Martorell | Sabadell Centre |               | Terrassa Est           | Terrassa Manresa       |
| Projectat                                               |                 |               |                        |                        |
| Mataró                                                  | Sabadell Centre | Línia Orbital | Sabadell Can Llong     | Vilanova i la Geltrú   |
| Línia Barcelona-Vallès de FGC                           |                 |               |                        |                        |
| Barcelona - Pl. Catalunya                               | la Creu Alta    |               | Sabadell Parc del Nord | Sabadell Parc del Nord |